# Cantonul Nouvion
Cantonul Nouvion este un canton din arondismentul Abbeville, departamentul Somme, regiunea Picardia, Franța.

## Comune
| Comune                  | Populație (1999) | Cod poștal | Cod INSEE |
| ----------------------- | ---------------- | ---------- | --------- |
| Agenvillers             | 181              | 80150      | 80006     |
| Buigny-Saint-Maclou     | 523              | 80132      | 80149     |
| Canchy                  | 307              | 80150      | 80167     |
| Domvast                 | 212              | 80150      | 80250     |
| Forest-l'Abbaye         | 306              | 80150      | 80331     |
| Forest-Montiers         | 374              | 80120      | 80332     |
| Gapennes                | 218              | 80150      | 80374     |
| Hautvillers-Ouville     | 378              | 80132      | 80422     |
| Lamotte-Buleux          | 288              | 80150      | 80462     |
| Millencourt-en-Ponthieu | 328              | 80135      | 80548     |
| Neuilly-l'Hôpital       | 290              | 80132      | 80590     |
| Nouvion                 | 1 210            | 80860      | 80598     |
| Noyelles-sur-Mer        | 742              | 80860      | 80600     |
| Ponthoile               | 547              | 80860      | 80633     |
| Port-le-Grand           | 312              | 80132      | 80637     |
| Sailly-Flibeaucourt     | 947              | 80970      | 80692     |
| Le Titre                | 289              | 80132      | 80763     |